# Guanyin (köpinghuvudort i Kina, Hubei Sheng, lat 32,90, long 110,37)
Guanyin (kinesiska: 观音, 观音镇) är en köpinghuvudort i Kina. Den ligger i provinsen Hubei, i den centrala delen av landet, omkring 450 kilometer nordväst om provinshuvudstaden Wuhan. Antalet invånare är 32 135. Befolkningen består av 15 403 kvinnor och 16 732 män. Barn under 15 år utgör 13,0 %, vuxna 15-64 år 76 %, och äldre över 65 år 10,0 %.
Runt Guanyin är det ganska tätbefolkat, med 144 invånare per kvadratkilometer. Guanyin är det största samhället i trakten. I omgivningarna runt Guanyin växer i huvudsak blandskog.
Genomsnittlig årsnederbörd är 976 millimeter. Den regnigaste månaden är augusti, med i genomsnitt 160 mm nederbörd, och den torraste är januari, med 8 mm nederbörd.